# Mur Kuwait-Iraq

Mapa fr Kuwait mostrant el mur Kuwait-Iraq.

El Mur Kuwait-Iraq (en àrab الحاجز الحدودي بين الكويت والعراق, al-Ḥājiz al-ḥudūdī bayna al-Kuwayt wa-l-ʿIrāq, «el Mur fronterer entre Kuwait i l'Iraq») és un mur de seguretat de 190 km que s'estén 10 km dins l'Iraq, 5 km dins Kuwait, al llarg de tota la frontera comuna, des de la frontera mútua amb Aràbia Saudita fins al Golf Pèrsic. Construït per autorització del Consell de Seguretat de les Nacions Unides, el seu propòsit és evitar una nova annexió de Kuwait per l'Iraq.
La barrera de la frontera, feta de tanca electrificada i concertina, està composta per una trinxera de 4,6 metres d'ample per 4,6 metres de profunditat, completada amb una cobertura de brutícia de 4,6 metres i custodiada per centenars de soldats, algunes patrulles i helicòpters. La construcció del mur es va iniciar el 1991.
El gener de 2004, Kuwait va decidir instal·lar una nova barrera fronterera de 217 km al llarg de la frontera existent. Les necessitats declarades van ser la protecció de la frontera nord, i evitar que els vehicles procedents de l'Iraq s'apropessin a les barres elèctriques.
La barrera costarà uns 28 milions de dòlars i s'estendrà des d'Umm Qasr fins al triangle de la frontera conjunta Aràbia Saudita, Iraq i Kuwait. També es construiran carreteres asfaltades per facilitar el moviment de seguretat fronterera.
Sota Saddam Hussein (fins a l'alliberament de Kuwait en 1991) l'Iraq veia Kuwait com a part de l'Iraq i considerava la frontera com una separació il·legal de part del territori iraquià.